# Джан Джакомо (маркграф Монферратский)

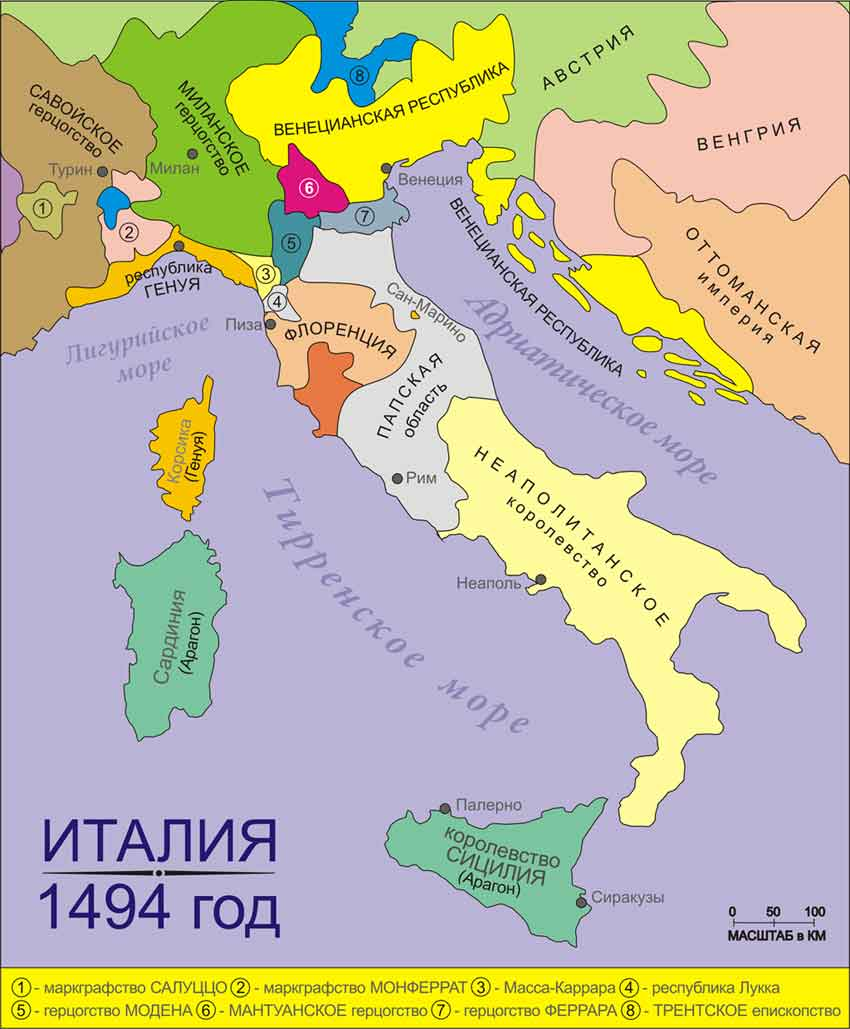
Под цифрой (2) на карте Италии XV века выделен Монферрат.

Джанджакомо (итал. Giangiacomo del Monferrato; 23 марта 1395, Трино — 12 марта 1445, Казале-Монферрато) — маркиз Монферрато с 1418 года.

## Биография
Сын Теодоро II Монферратского и Жанны де Бар.
С 1404 года соправитель отца с титулом маркиза д’Аквазана.
В 1412 году женился на Жанне Савойской (1392—1460), дочери Амадея VII Савойского.
После смерти отца в первые годы самостоятельного правления расширил территорию своего княжества, подчинив себе нескольких бывших вассалов Генуи и Милана. В 1421 году выдал свою сестру Софию замуж за византийского императора Иоанна VIII Палеолога.
В 1425 году вступил в коалицию Флоренции, Венеции, Неаполя и Савойи, направленную против Филиппо Мариа Висконти (в 1428 году заключен мирный договор на условиях сохранения статус-кво).
В 1431 году военные действия возобновились (на этот раз Неаполь в конфликте не участвовал, а Савойя выступила на стороне Висконти). В результате миланская армия под командованием Франческо Сфорца оккупировала Монферрато, а Джанджакомо был вынужден укрыться в Венеции.
В январе 1435 года при посредничестве епископа Эмона да Романьяно в Турине был заключен договор. От Монферрато в пользу Савойи отторгались территории на левом берегу реки По, в обмен на что Джанджакомо получал назад оставшиеся владения, становясь по ним вассалом Амадея VIII. Кроме того, он обязался оплатить военные издержки.

## Дети
- Джованни IV, маркиз Монферрато
- Себастьяно Отто
- Амедея (1418—1440), с 1440 жена кипрского короля Жана II Лузиньяна.
- Изабелла (1419—1475), муж (1436) — Лодовико I, маркграф Салуццо
- Гульельмо VIII, маркиз Монферрато (1464—1483)
- Бонифаций III, маркиз Монферрато с 1483 года
- Теодоро Палеолог (1425—1484), кардинал, апостолический протонотарий.